# Kyllinga alba
Kyllinga alba är en halvgräsart som beskrevs av Christian Gottfried Daniel Nees von Esenbeck. Kyllinga alba ingår i släktet Kyllinga och familjen halvgräs.

## Underarter
Arten delas in i följande underarter:
- K. a. alba
- K. a. ascolepidioides
- K. a. alata